# Rái cá lớn
Rái cá lớn (danh pháp hai phần: Pteronura brasiliensis) là một động vật có vú ăn thịt ở Nam Mỹ. Chúng là thành viên lâu đời nhất của Họ Chồn (Mustelidae), một nhóm các loài săn mồi thành công nhất có mặt trên toàn cầu. Không giống như các loài chồn khác, rái cá là một loài sống bầy đàn, với những đàn mang tính gia đình, đặc trưng có khoảng 3 đến 8 thành viên, một số còn lên tới 20. Những đàn này tập trung thành một cặp giao phối chính và cực kỳ hợp tác và đoàn kết. Dù nhìn chung khá ôn hòa, loài động vật này vẫn mang tính lãnh thổ và người ta đã từng phát hiện về sự xung đột giữa các đàn. Rái cá lớn là loài chỉ hoạt động tích cực vào ban ngày. Chúng là loài rái cá ồn ào nhất và những tiếng kêu đặc trưng của chúng đã được ghi lại, thể hiện sự báo động, giận dữ hoặc đảm bảo. Chúng phân bố dọc miền Bắc Trung của Nam Mỹ, chủ yếu trên và dọc con sông Amazon và vùng Pantanal.
Sự phân bố của rái cá lớn đã giảm mạnh và hiện nay trong tình trạng rải rác. Sau hàng thập kỷ bị săn bắt trộm để lấy da, cao điểm vào thập niên 1950 và 1960 , số lượng quần thể đã giảm đi rất nhiều. Loài này đã được liệt vào loài nguy cấp vào năm 1999 và ước tính quần thể có dưới 5.000 con trong môi trường hoang dã. Guyana là nơi bảo tồn duy nhất còn lại cho loài này. Rái cá lớn là một trong những loài có vú đang bị đe dọa nghiêm trọng nhất ở vùng Trung và Nam Mỹ. Sự suy thoái và mất đi môi trường sống là mối đe dọa lớn nhất hiện tại. Rái cá lớn cũng hiếm khi bị nuôi nhốt: vào năm 2003, chỉ có khoảng 60 cá thể đang trong điều kiện nuôi nhốt.
Rái cá lớn có rất nhiều đặc điểm thích nghi với lối sống nửa trên cạn nửa dưới nước, bao gồm bộ lông đặc biệt dày, chiếc đuôi có dạng cánh và đôi chân có màng. Chúng ưa thích sống ở những sông và suối nước ngọt, những nơi mà thường ngập nước theo mùa, và cũng có thể tới ở các hồ và mạch nước ngọt. Chúng thường xây dựng những ổ lớn gần với khu vực kiếm ăn, và dọn sạch một lượng lớn cây cối xung quanh. Loài rái cá lớn chủ yếu sống dựa vào nguồn thức ăn là cá, đặc biệt các loài thuộc Bộ Cá chép mỡ và Bộ Cá da trơn, và cũng có thể ăn cua. Chúng không có kẻ thù tự nhiên nào đáng kể ngoài con người, dù vẫn phải cạnh tranh nguồn thức ăn với các loài khác như rái cá Mỹ Latin (Lontra longicaudis) và cá sấu caiman (Caimaninae).

## Tên gọi
Rái cá lớn có khá nhiều tên gọi khác nhau. Chúng còn có một số tên khác đôi khi được sử dụng như sói sông (river wolf) và chó nước (water dog). Tên cuối cùng có thể xuất hiện thường xuyên hơn trong các báo cáo của những người thám hiểm vào thế kỷ 19-đầu thế kỷ 20. Cả ba tên này đều được sử dụng trong tiếng Tây Ban Nha và Bồ Đào Nha, với sự khác nhau giữa các vùng. Trong tiếng Tây Ban Nha và Bồ Đào Nha, "rái cá lớn" được viết lần lượt là Nutria Gigante và Lontra Gigante; ngoài ra, một tên thứ tư, Ariraí hay Ariranha (báo đốm nước) cũng được dùng tại Nam Mỹ. Đối với người Achuar, chúng được gọi là Wankanim, và với người Sanumá là Hadami. Tên của chi, Pteronura, bắt nguồn từ tiếng Hy Lạp cổ pteron (πτερον: cánh) và ura (ουρά: đuôi), ám chỉ tới chiếc đuôi với hình dáng dạng cánh đặc trưng của loài này.

## Phân loại và tiến hóa

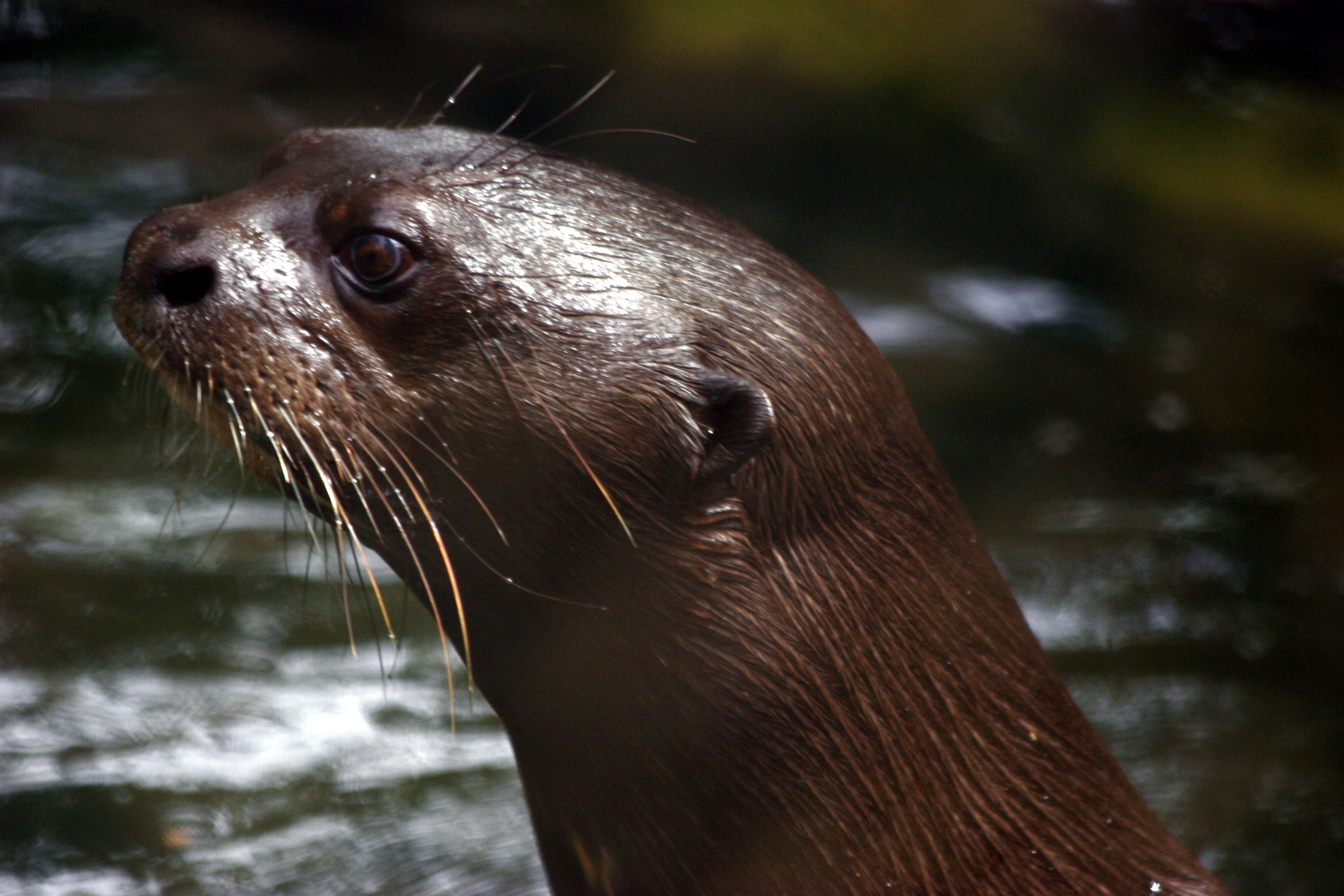
Đầu rái cá lớn từ viện nghiên cứu Museu Paraense Emílio Goeldi

Nằm trong phân họ Rái cá (Lutrinae) thuộc Họ Chồn, rái cá lớn là thành viên duy nhất của chi Pteronura. Hiện có hai phân loài được ghi nhận theo cuốn Những loài động vật có vú trên thế giới (Mammal Species of the World) là P. b. brasiliensis và P. b. paraguensis. Những miêu tả không chính xác về loài này đã dẫn tới nhiều danh pháp đồng nghĩa (phân loài thứ hai thường được viết trong các tài liệu là P. b. paranensis). P. b. brasiliensis phân bố suốt phần phía Bắc của khu vực phân bố của loài, bao gồm các hệ thống sông Orinoco, Amazon và ở Guyana; còn ở miền Nam, P. b. paraguensis được cho là sống ở Paraguay, Uruguay, miền Nam Brasil, và Bắc Argentina dù có thể chúng đã tuyệt chủng ở ba khu vực sau. Liên minh Bảo tồn Thiên nhiên Quốc tế (IUCN) coi sự hiện diện của loài này ở Argentina và Uruguay là không chắc chắn. Nghiên cứu đã cho thấy những quần thể còn sót lại phân bố rất mỏng ở Argentina. P. b. paraguensis được cho là nhỏ hơn và tính bầy đàn cao hơn, với hình thái hàm răng và sọ khác biệt. Tuy nhiên, năm 1997 Carter và Rosas lại phản đối việc chia loài thành hai phân loài, chỉ ra rằng sự phân loại này chỉ từng được kiểm chứng một lần duy nhất vào năm 1968, và vật mẫu của P. b. paraguensis lại rất tương đồng với của P. b. brasiliensis. Nhà sinh vật học Nicole Duplaix gọi đây là sự phân chia "đáng nghi ngờ."
Satherium, một chi đã tuyệt chủng được coi là tổ tiên của loài rái cá lớn hiện nay, đã di cư tới Tân Thế giới vào thế Pliocen hoặc đầu thế Pleistocen. Rái cá lớn sinh sống trên cùng lục địa Nam Mỹ với ba trong bốn thành viên của chi rái cá Lontra: rái cá biển Nam Mỹ, rái cá sông Nam Mỹ, và rái cá biển (mèo biển). Chúng dường như đã tiến hóa độc lập với Lontra ở Nam Mỹ, dù có sự chồng lấn về khu vực phân bố. Loài rái cá lông mượt (Lutrogale perspicillata) của châu Á có thể là họ hàng gần gũi nhất còn tồn tại của loài này, khi chúng có tập tính, tiếng kêu và hình thái đồng tương đồng đã được ghi lại. Cả hai loài này đều cho thấy có sự ghép đôi chặt chẽ và cả việc tham gia của rái cá bố trong việc nuôi dưỡng con non.
Phân tích phát sinh chủng loại của Koepfli và Wayne năm 1998 đã phát hiện ra rằng rái cá lớn có trình tự di truyền khác biệt cao nhất trong phân họ rái cá, tạo thành một nhánh riêng biệt đã tách ra vào 10-14 triệu năm trước. Họ lưu ý rằng loài này có thể phát sinh từ nhánh cơ sở hoặc hoàn toàn tách biệt khỏi các loài rái cá khác, thậm chí có thể rẽ nhánh trước cả những loài chồn khác như chồn ecmin, chồn hôi và chồn vizon. Một nghiên cứu xác định trình tự gen sau đó trên các loài Họ Chồn, kể từ năm 2005, đã đưa thời điểm rẽ nhánh của loài rái cá lớn muộn hơn, chỉ khoảng từ 5-11 triệu năm về trước; cây phát sinh chủng loại tương ứng đặt chi Lontra phân nhánh trước trong các chi rái cá, và Pteronura ở vị trí thứ hai, dù khoảng thời gian có sự chồng chéo.

## Sinh học và hoạt động
Rái cá lớn, như tên gọi của nó, là một động vật lớn, có tính bầy đàn cao và hoạt động vào ban ngày. Báo cáo của những người thám hiểm sơ khai đã mô tả những đàn rái cá ồn ào xung quanh thuyền của họ, nhưng lại có rất ít thông tin mang tính khoa học về loài này cho tới tác phẩm tiên phong của Duplaix vào cuối thập niên 1970. Sự quan tâm về loài đang bị đe dọa này kể từ đó đã dấy lên một loạt các nghiên cứu.

### Đặc điểm sinh lý
Rái cá lớn phân biệt rõ ràng với những loài rái cá khác dựa vào các đặc điểm hình thái và tập tính. Chúng có chiều dài cơ thể lớn nhất trong tất cả các loài thuộc họ nhà chồn, dù rái cá biển có thể nặng hơn. Các con đực dài từ 1,5-1,8 mét (4,9–5,9 foot) và các con cái vào khoảng 1,5-1,7 m (4,9–5,6 ft). Chiếc đuôi với cơ chắc khỏe của loài này có thể dài tới 6969 xentimét (27 in) trên toàn bộ chiều dài cơ thể. Những báo cáo đầu tiên về bộ da và những con vật sống của loài này cho thấy có những con đực to lớn đặc biệt với chiều dài lên tới 2,4 m (7,9 ft); nhưng sự săn bắn khốc liệt có thể đã làm giảm sự xuất hiện của những mẫu vật to lớn này. Khối lượng của rái cá lớn có thể từ 32 tới 45,3 kilogam (70–100 pound) với con đực và 22 tới 26 kg (48–57 lb) với con cái. 

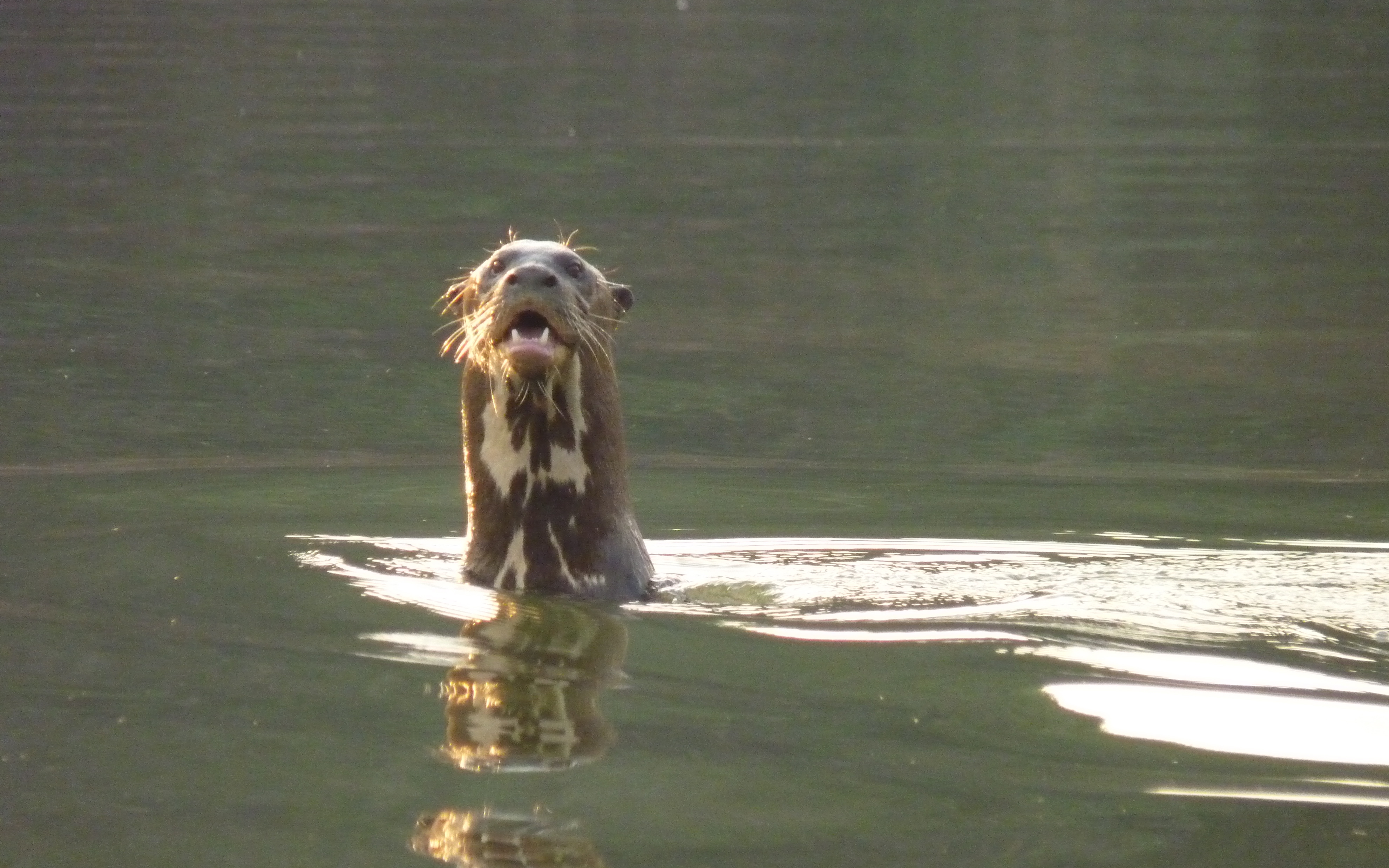
Một con rái cá lớn hoang dã ở Công viên Quốc gia Cantão ở Brasil, phô bày những đặc điểm nhận dạng trên cổ của nó.

Rái cá lớn có bộ lông ngắn nhất so với tất cả các loài rái cá khác; nó có màu nâu sô-cô-la đặc trưng nhưng có thể có màu đỏ hoặc nâu vàng, và gần như biến thành màu đen khi nhúng nước. Bộ lông của chúng lại đặc biệt rậm rạp, nhiều đến mức nước không thể thâm nhập được tới da. Lớp lông ngoài chặn nước lại và giữ cho lớp lông trong khô ráo; những lông này dài xấp xỉ 8 milimet (1/3 inch), gấp đôi so với các lông phía trong. Bộ lông gây cảm giác mượt mà như nhung này đã khiến rái cá lớn bị những tay buôn bán lông tìm kiếm ở mức độ cao và góp phần vào sự suy giảm của chúng. Những dấu hiệu độc nhất vô nhị màu trắng hoặc kem trên lông cổ và dưới cằm, cho phép những cá thể được xác định ngay từ lúc mới sinh. Rái cá lớn sử dụng những dấu hiệu này để nhận dạng lẫn nhau, và khi gặp những con rái cá khác, chúng thực hiện một tập tính được gọi là "periscoping", tức phô bày phần cổ và ngực trên cho những con khác xem.
Mõm của rái cá lớn ngắn và nghiêng, khiến đầu của chúng có dạng cầu. Tai của chúng ngắn và tròn. Chiếc mũi hoàn toàn được lông che phủ, với chỉ hai lỗ mũi nhìn thấy được có dạng như đường rạch. Những chiếc râu mép rất nhạy của rái cá lớn cho phép chúng có thể nhận biết những thay đổi về áp lực và dòng chảy của nước, giúp chúng xác định con mồi.. Đôi chân ngắn và mập, với bàn chân rộng có màng và những móng vuốt sắc nhọn ở đầu. Tai và mũi chúng có thể đóng lại khi bơi ở dưới nước.
Vào thời điểm báo cáo của Carter và Rosas thực hiện, dù thị giác của rái cá lớn không được nghiên cứu trực tiếp, nhưng quan sát từ hiện trường cho thấy loài này đi săn chủ yếu bằng mắt; dưới nước, chúng có khả năng nhận ra người quan sát ở khoảng cách xa. Sự thật về việc chúng chỉ hoạt động vào ban ngày cũng cho thấy thị lực của chúng phải rất mạnh để hỗ trợ việc đi săn và tránh kẻ thù. Ở những loài rái cá khác, thị lực nhìn chung ở mức trung bình hoặc hơi cận thị, ở cả trên đất liền và dưới nước. Thính giác của rái cá lớn rất nhạy bén, và khứu giác cũng thuộc mức xuất sắc.

### Âm thanh
Rái cá lớn là một động vật đặc biệt ồn ào, với một hệ thống tiếng kêu phức tạp. Tất cả các loài rái cá đều phát ra tiếng kêu, nhưng rái cá là loài có âm thanh lớn nhât theo tần số và cường độ. Duplaix đã xác định chín loại âm thanh riêng biệt, và cũng có thể chia nhỏ hơn, phụ thuộc và hoàn cảnh. Tiếng sủa HAH! nhanh hoặc những tiếng khịt mũi thể hiện mối quan tâm tức thì hoặc nguy hiểm có thể xảy ra. Tiếng thét không ồn định có thể được sử dụng trong những trận chiến trực tiếp chống lại kẻ xâm nhập, trong khi một tiếng gầm thấp được dùng như một lời cảnh báo giận dữ. Tiếng âm ừ và thầm thì thể hiện sự đảm bảo bên trong một đàn. Những tiếng huýt có thể sử dụng như sự thông báo trước về mục đích không thù địch với một đàn khác, dù bằng chứng khá hạn chế. Những con non kêu chít chít để thu hút sự chú ý, trong khi những con non lớn hơn thì phát ra những tiếng rên rỉ, the thé khi chúng bắt đầu tham gia vào các hoạt động của đàn.